# Internationale Cricket-Saison 1913/14
Die internationale Cricket-Saison 1913/14 fand zwischen November 1913 und März 1914 statt. Als Wintersaison wurden vorwiegend Heimspiele der Mannschaften aus Südasien, der Karibik und Ozeanien ausgetragen.

## Internationale Touren
| Beginn            | Heimteam  | Auswärtsteam | Resultate | Artikel |
| Beginn            | Heimteam  | Auswärtsteam | Test      | Artikel |
| ----------------- | --------- | ------------ | --------- | ------- |
| 13. Dezember 1913 | Südafrika | England      | 0–4 [5]   | Artikel |

## Nationale Meisterschaften
Aufgeführt sind die nationalen Meisterschaften der Full Member des ICC.
| Land       | First-Class              |
| ---------- | ------------------------ |
| Australien | Sheffield Shield 1913/14 |
| Neuseeland | Plunket Shield 1913/14   |